# Nothobranchius albimarginatus
Nothobranchius albimarginatus är en fiskart som beskrevs av Watters, Wildekamp och Cooper, 1998. Nothobranchius albimarginatus ingår i släktet Nothobranchius och familjen Nothobranchiidae. IUCN kategoriserar arten globalt som sårbar. Inga underarter finns listade i Catalogue of Life.